# Nikootano Dao
Nikootano Dao is een bestuurslaag in het regentschap Gunungsitoli van de provincie Noord-Sumatra, Indonesië. Nikootano Dao telt 1341 inwoners (volkstelling 2010).